# سيدي علال (مولاي عبد القادر)
سيدي علال هي إحدى مشيخات المملكة المغربية، تتبع جغرافيا لإقليم سيدي قاسم وإداريًا لمولاي عبد القادر. يقدر عدد سكانها بـ 2365 نسمة حسب الإحصاء الرسمي للسكان والسكنى لسنة 2004.